# 比索諾
19°33′36″N 70°52′12″W / 19.56000°N 70.87000°W
比索諾（西班牙語：Bisonó），是多明尼加共和國的城鎮，位於該國西北部，由聖地牙哥省負責管轄，面積92.63平方公里，2012年人口98,666，人口密度每平方公里1,100人。